# Moto browniano

Moto browniano di particelle solide in acqua

Con il termine moto browniano si fa riferimento al moto disordinato, osservabile al microscopio, di particelle sufficientemente piccole (aventi diametro dell'ordine del micrometro) da essere sottoposte a una forza di gravità trascurabile, presenti in fluidi o sospensioni fluide (ad esempio il fumo). Il fenomeno fu scoperto agli inizi dell'Ottocento dal botanico scozzese Robert Brown, e modellizzato nel 1905 dal fisico teorico tedesco Albert Einstein.
Il termine viene usato per indicare sia il fenomeno naturale sia la sua rappresentazione matematica, la quale può descrivere l'andamento temporale di una classe molto ampia di fenomeni casuali. Un'importante categoria di fenomeni rappresentabili con gli strumenti matematici del moto browniano è costituita dall'andamento dei mercati finanziari, come dimostrato sin dal 1900 dal matematico francese Louis Bachelier, nel suo lavoro Théorie de la spéculation.

## Storia

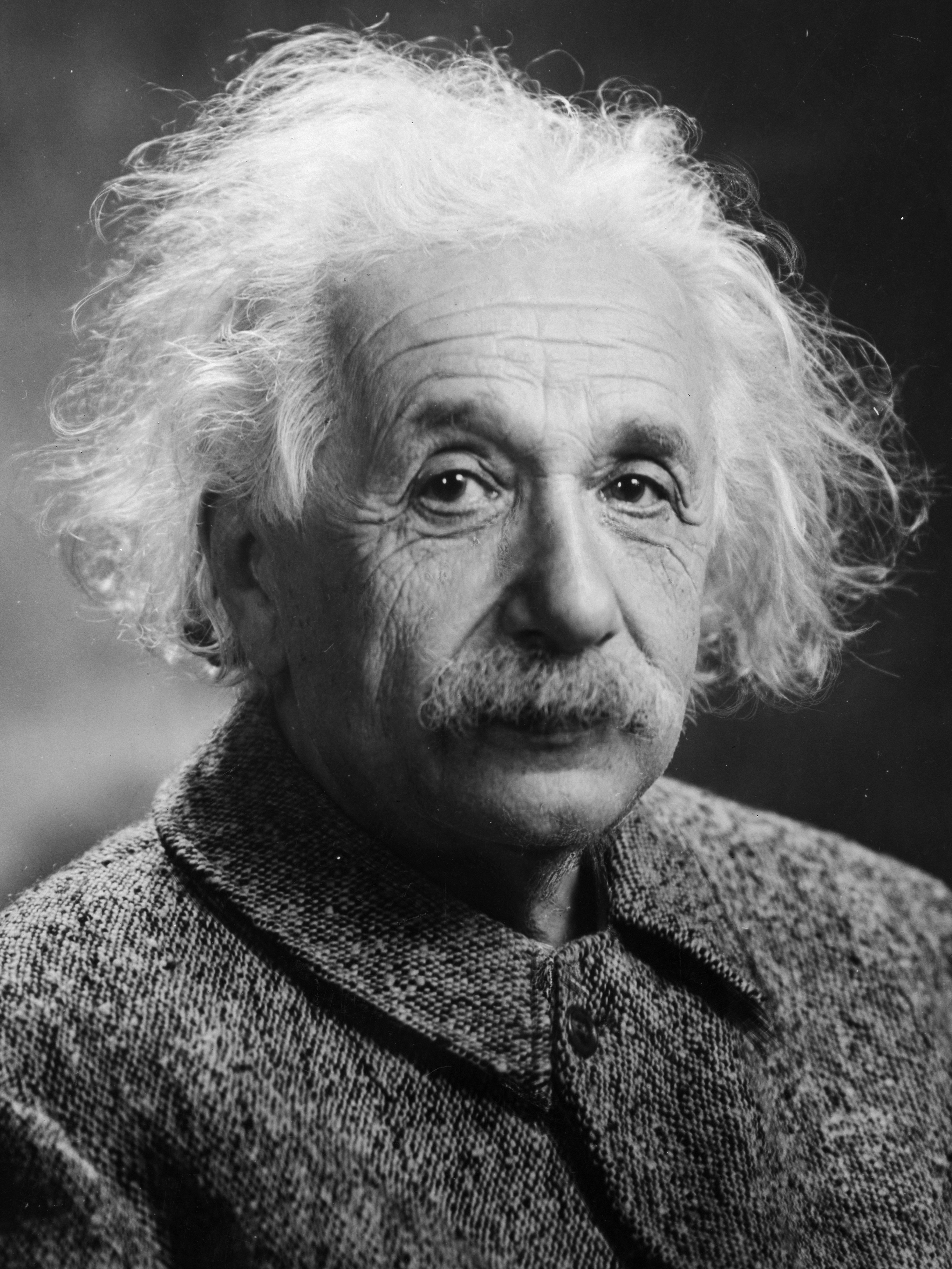
Albert Einstein interpretò correttamente il moto browniano nel suo annus mirabilis (1905)

Sebbene una prima osservazione del fenomeno fosse avvenuta già nel 1785 da parte di Jan Ingenhousz, il termine "moto browniano" deriva dal nome di Robert Brown, che lo osservò nel 1827 mentre studiava al microscopio le particelle di polline della Clarkia pulchella in acqua: egli osservò che i granuli di polline erano in continuo movimento e che in ogni istante tale moto avveniva lungo direzioni casuali.
Dopo avere appurato che il movimento non era dovuto a correnti o evaporazione dell'acqua, Brown pensò che queste particelle fossero "vive", analogamente agli spermatozoi. Verificò quindi la sua teoria eseguendo lo stesso esperimento con una pianta morta, con minuscoli frammenti di legno fossile e con frammenti di vetro, osservando tuttavia lo stesso fenomeno. Ciò significava che il movimento delle particelle non era da attribuire ad alcuna "forza vitale", ma Brown non seppe fornire nessun'altra spiegazione a tale fenomeno.
Alla fine del XIX secolo, il chimico francese Leon Gouy ipotizzò per primo che il moto osservato da Brown fosse dovuto all'agitazione termica degli atomi costituenti la materia, ma non sviluppò una teoria verificabile del fenomeno. Nel 1905 Albert Einstein pubblicò "Über die von der molekularkinetischen Theorie der Bewegung von Wärme geforderte in ruhenden suspendierten Flüssigkeiten Teilchen", uno degli articoli prodotti durante il suo annus mirabilis; in esso Einstein fornì una spiegazione fisica del moto browniano, attribuendone la causa agli urti dei granuli di polline con le molecole d'acqua, a loro volta mosse dall'agitazione termica. Egli riuscì inoltre a dare una descrizione quantitativa del fenomeno, che poteva essere sperimentalmente verificata. A questo articolo seguirono, nei tre anni successivi, altri contributi sullo stesso argomento. Tale spiegazione fu un'anticipazione del più generale teorema fluttuazione-dissipazione.
La prima verifica sperimentale dei risultati di Einstein è dovuta a J. B. Perrin, che per questo, e altri risultati, ottenne nel 1926 il premio Nobel. Si deve a Perrin anche il libro Les atomes ("Gli atomi", 1913), molto noto all'epoca, che contribuì a sostenere e diffondere la nuova teoria sulla struttura atomica della materia, dimostrata, tra l'altro, proprio dal moto browniano.
Da un punto di vista teorico, il lavoro di Einstein fu ulteriormente sviluppato da M. Smoluchowski e P. Langevin. I loro contributi sono all'origine del nuovo campo dei processi stocastici e delle equazioni differenziali stocastiche, che estendono gli strumenti matematici inizialmente sviluppati per il moto browniano alla rappresentazione di una vasta classe di fenomeni, di interesse, oltre che della fisica, anche della chimica, della teoria delle telecomunicazioni e della finanza.
Tra gli sviluppi matematici della trattazione dei moti browniani successivi al lavoro di Einstein è particolarmente noto quello proposto da N. Wiener nel 1923, noto come processo di Wiener.

## Introduzione
Quando un fluido si trova all'equilibrio termodinamico si potrebbe pensare che le molecole che lo compongono siano essenzialmente ferme o che comunque vibrino attorno alla loro posizione di equilibrio per effetto della temperatura. Se però si osserva il moto di un tale fluido, ad esempio disperdendovi delle particelle colorate molto leggere e osservandone il movimento, si nota che queste sono tutt'altro che a riposo. Quello che si osserva è che ciascuna particella segue un moto disordinato la cui natura appare essere indipendente dalla natura della particella stessa.
Questo è dovuto al fatto che la particella in questione subisce un gran numero di eventi di urto con le molecole del fluido in cui è immersa.
Quanto più piccole sono le particelle tanto più rapido è il moto browniano. Questo moto contrasta la forza di gravità e rende stabili le soluzioni colloidali. Questa caratteristica permette di valutare se una sospensione di particelle abbia carattere colloidale o no: infatti all'aumentare delle dimensioni delle particelle la dispersione colloidale si avvicinerà sempre più a una sospensione in cui le risultanti degli urti con la fase disperdente sarà pressoché nulla, presentando un moto browniano quasi nullo (ciò che avviene nel fluido non newtoniano).

## Trattazione matematica del moto browniano

Esempio della traiettoria seguita da una particella in moto browniano

Consideriamo una particella di massa {\displaystyle M} immersa in un fluido, all'equilibrio termodinamico, a una temperatura {\displaystyle T.} Questa particella sarà soggetta:
- alla forza di attrito viscoso {\displaystyle {\bar {F}}=-\lambda {\bar {v}}}, dove {\displaystyle \lambda } è il coefficiente di attrito viscoso e {\displaystyle {\bar {v}}} è la velocità della particella stessa
- alla forza {\displaystyle {\bar {f}}} risultante dagli urti con le molecole che compongono il fluido.

Riguardo alla forza aleatoria {\displaystyle {\bar {f}}} possiamo fare le seguenti ipotesi:
1. Isotropia: la forza non ha direzioni privilegiate e quindi il suo valore medio è nullo: {\displaystyle \left\langle {\bar {f}}(t)\right\rangle =0}.
2. Scorrelazione: la forza fluttua continuamente e in ogni momento non è correlata con il suo valore a un istante precedente e quindi {\displaystyle \left\langle {\bar {f}}(t){\bar {f}}(t')\right\rangle =\Lambda \delta (t-t')}.
3. Normalità: la forza è il risultato di un numero molto alto di eventi tra di loro indipendenti. Ammettendo che la varianza della distribuzione di probabilità di ciascuno di questi eventi sia finita, possiamo applicare il teorema del limite centrale. A sua volta, questo teorema ci consente di assumere che la forza sia distribuita gaussianamente.

La prima equazione cardinale della dinamica assume la forma nota come equazione di Langevin:
{\displaystyle {\frac {\operatorname {d} {\bar {v}}(t)}{\operatorname {d} t}}=-{\frac {\lambda }{m}}{\bar {v}}(t)+{\frac {{\bar {f}}(t)}{m}}}
che ha come soluzione
{\displaystyle {\bar {v}}(t)=e^{-{\frac {\lambda }{m}}t}\left[\int _{0}^{t}{\frac {1}{m}}e^{{\frac {\lambda }{m}}t'}{\bar {f}}(t')\operatorname {d} t'+{\bar {v}}(0)\right]}
e quindi
{\displaystyle \left\langle {\bar {v}}(t)\right\rangle ={\bar {v}}(0)e^{-{\frac {\lambda }{m}}t}}.
Integrando ancora la velocità si ottiene che lo spostamento è dato da
{\displaystyle {\bar {r}}(t)={\bar {r}}(0)+\int _{0}^{t}e^{-{\frac {\lambda }{m}}t'}\left[\int _{0}^{t'}{\frac {1}{m}}e^{{\frac {\lambda }{m}}t''}{\bar {f}}(t'')\operatorname {d} t''+{\bar {v}}(0)\right]\operatorname {d} t'}
e quindi, prendendo la media sulla forza aleatoria {\displaystyle f(t)}, nel caso {\displaystyle {\bar {v}}(0)=0},
{\displaystyle \left\langle {\bar {r}}^{2}(t)\right\rangle ={\bar {r}}^{2}(0){\frac {m^{2}}{\lambda ^{2}}}\left(e^{-{\frac {\lambda }{m}}t}-1\right)^{2}+{\frac {\Lambda }{\lambda ^{2}}}t+{\frac {2\Lambda m}{\lambda ^{3}}}\left(e^{-{\frac {\lambda }{m}}t}-{\frac {1}{4}}e^{-2{\frac {\lambda }{m}}t}-{\frac {3}{4}}\right)}
Per tempi lunghi {\displaystyle \left(t\gg {\frac {m}{\lambda }}\right)} questa equazione si semplifica in
{\displaystyle \left\langle {\bar {r}}^{2}(t)\right\rangle \cong {\frac {\Lambda }{\lambda ^{2}}}t=2Dt}
dove la costante definita da
{\displaystyle D={\frac {1}{2}}~\lim _{t\rightarrow \infty }{\frac {\left\langle {\bar {r}}^{2}(t)\right\rangle }{t}}}
è detta diffusività di materia.

### L'equazione di diffusione
Macroscopicamente, una particella soggetta a un moto browniano subisce, in un tempo infinitesimo {\displaystyle \delta t}, uno spostamento {\displaystyle \delta {\bar {r}}} distribuito come una gaussiana con media nulla e varianza {\displaystyle 2D\delta t}. Un metodo per analizzare questo moto è quello di studiare come evolve la distribuzione di probabilità {\displaystyle \rho ({\bar {r}},t)} di trovare la particella nella posizione {\displaystyle {\bar {r}}} a un tempo {\displaystyle t+\delta t}.
Questa può essere riscritta come la probabilità che la particella si trovi in {\displaystyle {\bar {r}}\,'} a un tempo t moltiplicata per la probabilità condizionata che, nell'intervallo di tempo {\displaystyle \delta t}, la particella si sia spostata da {\displaystyle {\bar {r}}\,'} a {\displaystyle {\bar {r}}}, integrata su tutti gli {\displaystyle {\bar {r}}\,'}
{\displaystyle \rho ({\bar {r}},t+\delta t)=\int \rho ({\bar {r}}\,',t)\cdot P(\delta {\bar {r}},\delta t|{\bar {r}}\,',t)\cdot \operatorname {d} {\bar {r}}\,'}
dove la probabilità condizionata, per quanto detto sopra, può essere scritta come
{\displaystyle P(\delta {\bar {r}},\delta t|{\bar {r}}\,',t)={\frac {1}{(4\pi D\delta t)^{\frac {3}{2}}}}e^{-{\frac {|\delta {\bar {r}}|^{2}}{4D\delta t}}}\Rightarrow \rho ({\bar {r}},t+\delta t)=\int \rho ({\bar {r}}\,',t)\cdot {\frac {1}{(4\pi D\delta t)^{\frac {3}{2}}}}e^{-{\frac {|\delta {\bar {r}}|^{2}}{4D\delta t}}}\cdot \operatorname {d} {\bar {r}}}
per {\displaystyle \delta t} piccoli anche {\displaystyle \delta {\bar {r}}} sarà piccolo e quindi possiamo effettuare uno sviluppo in serie di Taylor per ottenere
{\displaystyle \rho ({\bar {r}},t+\delta t)=\rho ({\bar {r}},t)+D\delta t\nabla ^{2}\rho ({\bar {r}},t)\Rightarrow {\frac {\partial }{\partial t}}\rho ({\bar {r}},t)=D\nabla ^{2}\rho ({\bar {r}},t)}
che è la ben nota equazione di diffusione.

### L'equazione di Fokker-Planck
Se introduciamo una forza esterna (generata da un potenziale {\displaystyle U}) a cui la particella è soggetta
{\displaystyle {\bar {F}}=-\nabla U}
possiamo pensare che in assenza della forza aleatoria la particella raggiungerebbe una certa velocità limite
{\displaystyle v_{lim}={\frac {\bar {F}}{\lambda }}}
per effetto dell'attrito viscoso. Possiamo quindi scrivere che:
{\displaystyle \left\langle \delta {\bar {r}}\right\rangle =v_{lim}\delta t\cong {\frac {\bar {F}}{\lambda }}\delta t}
{\displaystyle \left\langle \delta r_{i}\delta r_{j}\right\rangle \cong 2D\delta _{ij}\delta t}.
Inserendo questi termini nello sviluppo di {\displaystyle \rho ({\bar {r}},t+\delta t)} si ottiene
{\displaystyle {\frac {\partial \rho }{\partial t}}=-\nabla \cdot \left({\frac {\bar {F}}{\lambda }}\rho -D\nabla \rho \right)}
che è la generalizzazione dell'equazione di diffusione al caso di forze esterne non nulle, ed è nota come equazione di Fokker-Planck.

## Bachelier e la rappresentazione matematica dei mercati finanziari
Il matematico francese Louis Bachelier nella sua tesi di dottorato del 1900 sulla "Théorie de la spéculation" sviluppò una teoria, basata su un approccio statistico, con lo scopo di dare conto dell'andamento dei prezzi dei titoli alla Borsa di Parigi. Gli strumenti matematici da lui usati sono molto simili a quelli adoperati da Einstein nell'analisi del moto browniano, e ne condividono i presupposti fondamentali: che le variazioni della grandezza in esame (i prezzi dei titoli in questo caso, gli spostamenti in quello del moto delle particelle) sono indipendenti da quelle precedenti, e che la distribuzione di probabilità di tali variazioni è gaussiana.
Per questo lavoro, che rappresenta la prima rappresentazione matematica dell'andamento nel tempo di fenomeni economico-finanziari, Bachelier è considerato il padre della finanza matematica; in suo onore William Feller ha proposto di indicare il processo di Wiener come processo di Bachelier - Wiener.
Successivamente alla tesi di Bachelier del 1900, il suo metodo per lungo tempo è caduto in disuso e non è stato ulteriormente sviluppato con specifico riferimento ai mercati finanziari. Soltanto a partire dagli anni sessanta i sostenitori dell'ipotesi di efficienza dei mercati (secondo la quale il prezzo di un'attività racchiuda in sé tutta la storia passata) hanno usato la matematica di Bachelier, nella versione più aggiornata rappresentata dal processo di Wiener, per rappresentare l'andamento dei prezzi dei titoli in un mercato finanziario. Da allora questo approccio è definitivamente entrato a far parte degli strumenti della teoria della finanza con il noto lavoro di Black e Scholes del 1973, che dall'ipotesi di variazioni "browniane" dei prezzi dei titoli finanziari deriva una formula per stimare l'andamento nel tempo dei prezzi dei prodotti finanziari derivati.
Il termine oggi più usato per indicare questa rappresentazione matematica fa riferimento al concetto di "cammino casuale", o random walk.
Oggi, mentre la matematica del moto browniano comunemente utilizzata in fisica è basata sul calcolo stocastico di Stratonovic, in finanza si utilizzano per lo più il calcolo stocastico di Itō e di Malliavin. Applicazioni numeriche nel pricing dei prodotti finanziari spesso ricorrono a metodi di simulazione Monte Carlo.
Per finire, va citato il fatto che negli ultimi decenni molti autori (tra di essi, B. Mandelbrot e N. Taleb) hanno messo in luce le limitazioni del modello teorico di Bachelier e le sue difficoltà a rappresentare correttamente i mercati finanziari, principalmente a causa dei suoi presupposti già citati (indipendenza delle variazioni dei prezzi dal loro andamento passato e loro distribuzione gaussiana).